# 분신사바 2
《분신사바 2》는 2014년에 개봉한 중화인민공화국의 영화이다.

## 캐스팅
- 박한별
- 신즈레이
- 장정정
- 손소룡
- 장호연